# Hartmann III av Liechtenstein
Hartmann III, furste av Liechtenstein, född 9 februari 1613 i Wien, död 11 februari 1686 i Wilfersdorf. Han var son till furst Gundakar av Liechtenstein (1588-1658) och Agnes av Ostfriesland (1584-1616). Han gifte sig 27 oktober 1640 i Köln med grevinnan Sidonie av Salm-Reifferscheidt, dotter till greve Ernst Friedrich av Salm-Reifferscheidt och grevinnan Maria Ursula av Leiningen-Dagsburg-Falkenburg, (1623-1686. 
Av deras 23 barn blev tre furstar av Liechtenstein:
1. Maximilian II av Liechtenstein (1641-1709)
2. Anton Florian av Liechtenstein (1656-1721)
3. Philipp Erasmus av Liechtenstein (1664-1704)